# Шентпавел-при-Домжалах
Шентпавел-при-Домжалах (словен. Šentpavel pri Domžalah) — поселення в общині Домжале, Осреднєсловенський регіон, Словенія. 
Висота над рівнем моря: 285,8 м.